# Ламберти, Никколо ди Пьеро
Никколо ди Пьеро Ламберти (Никколо ди Пьетро Ламберти) (итал. Niccolò di Piero Lamberti); 1370, Флоренция — 1451, Флоренция) — итальянский скульптор периода кватроченто эпохи Возрождения флорентийской школы.

## Семья скульпторов Ламберти
В средневековой и ренессансной Флоренции работали члены большой семьи потомственных резчиков по камню и скульпторов Ламберти. Наиболее известный представитель семьи — Никколо ди Пьеро, также известный как Никколо ди Пьетро Ламберти, Никколо Аретино, Никколо д’Ареццо, или как Иль Пела (il Pela). Множество имён вносит досадную путаницу в источниках и затрудняет атрибуции произведений, тем более, что о жизни Никколо ди Пьеро известно крайне мало. Так, иногда Никколо неправильно отождествляется с живописцем периода проторенессанса флорентийской школы Спинелло Аретино, или Спинелло из Ареццо (Спинелло ди Лука, или Никколо ди Лука Спинелли).
Известно, что скульптор Никколо Ламберти был учеником скульптора и архитектора Джованни д’Амброджьо да Фиренце (Giovanni d’Ambrogio da Firenze), работавшего во Флоренции в 1382—1418 годах. В 1392 году Никколо женился во Флоренции. Его сын, Пьеро ди Никколо Ламберти (1393—1435), также был скульптором.
В 1391 году Никколо ди Пьеро Ламберти работал над «Порта делла Мандорла» Флорентийского собора; рельеф тимпана с изображением Вознесения Мадонны (Ассунты) в мандорле, которую несут ангелы, выполнил Нанни ди Банко, что и дало название боковой двери северной стороны флорентийского Собора.
В 1401 году Ламберти был одним из художников, участвовавших в конкурсе на создание рельефов северных дверей Флорентийского баптистерия. В конкурсе также приняли участие Филиппо Брунеллески, Якопо делла Кверча, Лоренцо Гиберти и ряд других мастеров. Конкурс выиграл Лоренцо Гиберти. В 1408 году Никколо ди Пьеро Ламберти также был выбран в качестве одного из четырёх скульпторов для создания четырёх фигур сидящих евангелистов для украшения фасада Флорентийского собора (другими скульпторами были Чуффаньи, Донателло и Нанни ди Банко). Статуя Святого Марка работы Ламберти была завершена в 1415 году (ныне находится в Музее произведений искусства собора). Для фасада церкви Орсанмикеле Ламберти создал для Гильдии судей и нотариусов статую Святого Луки (1404—1406) и по заказу Гильдии меховщиков и кожевников — Святого Иакова (ок. 1415 г.; на южном фасаде здания). Оригиналы статуй ныне находятся на втором этаже церкви, превращённом в музей, и в музее Барджелло, а на фасадах установлены копии. Ламберти также возводил фасад кафедрального Собора Святого Стефана в Прато (Тоскана).
Творчество Ламберти было прочно связано с традициями так называемой интернациональной готики. Поэтому, не выдержав конкуренции с более прогрессивными флорентийскими мастерами, — Гиберти, Донателло и Нанни ди Банко — отец и сын Ламберти из Флоренции переехали в Венецию, где работали в 1410—1415 годах на возведении купола и участвовали в создании скульптур верхнего яруса фасада собора Святого Марка в стиле венецианской готики (veneto-gotic). Ламберти создал в этом же стиле несколько резных капителей колонн и угловых скульптур фасада Дворца дожей.

## Галерея

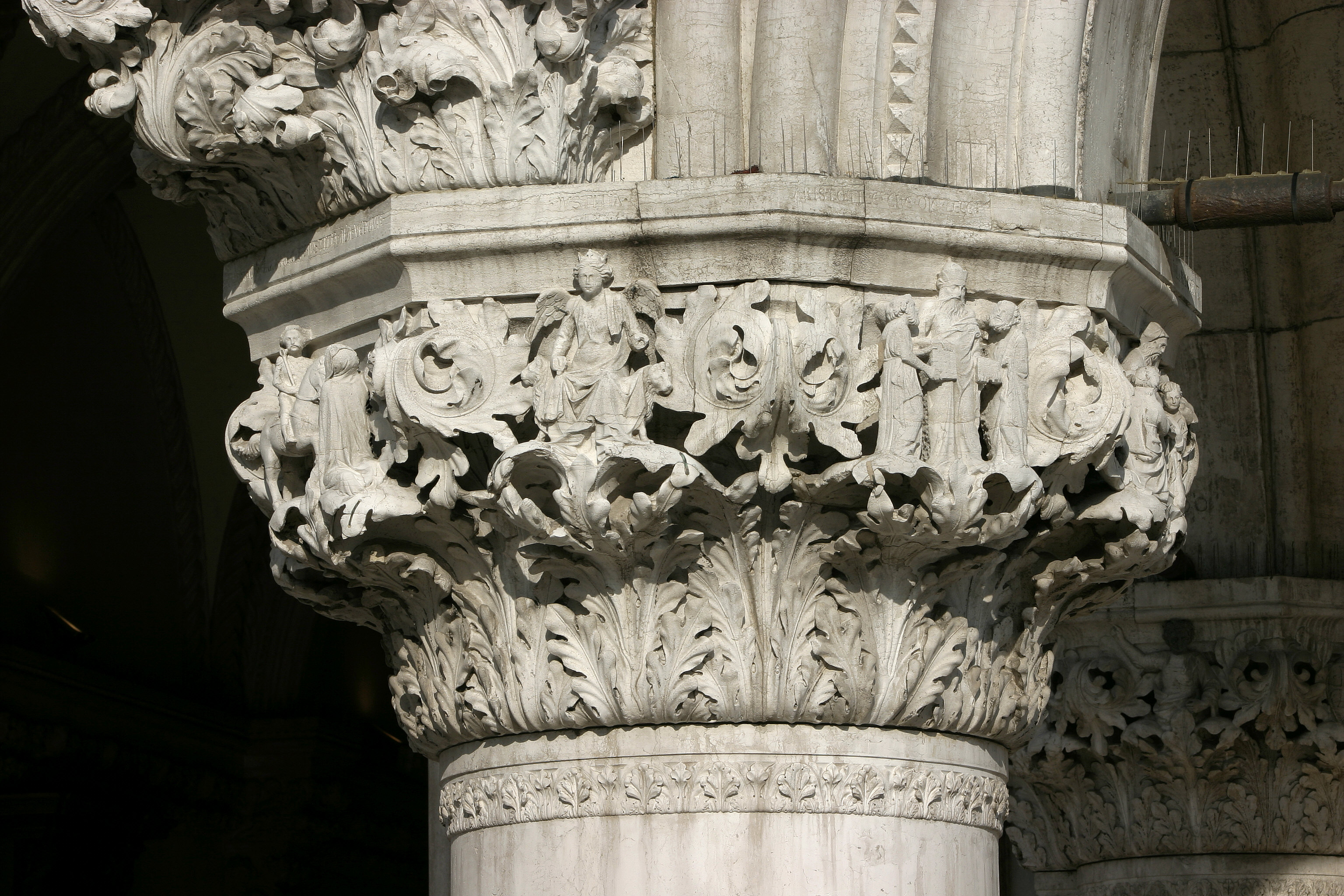
Капитель 1. Дворец дожей, Венеция
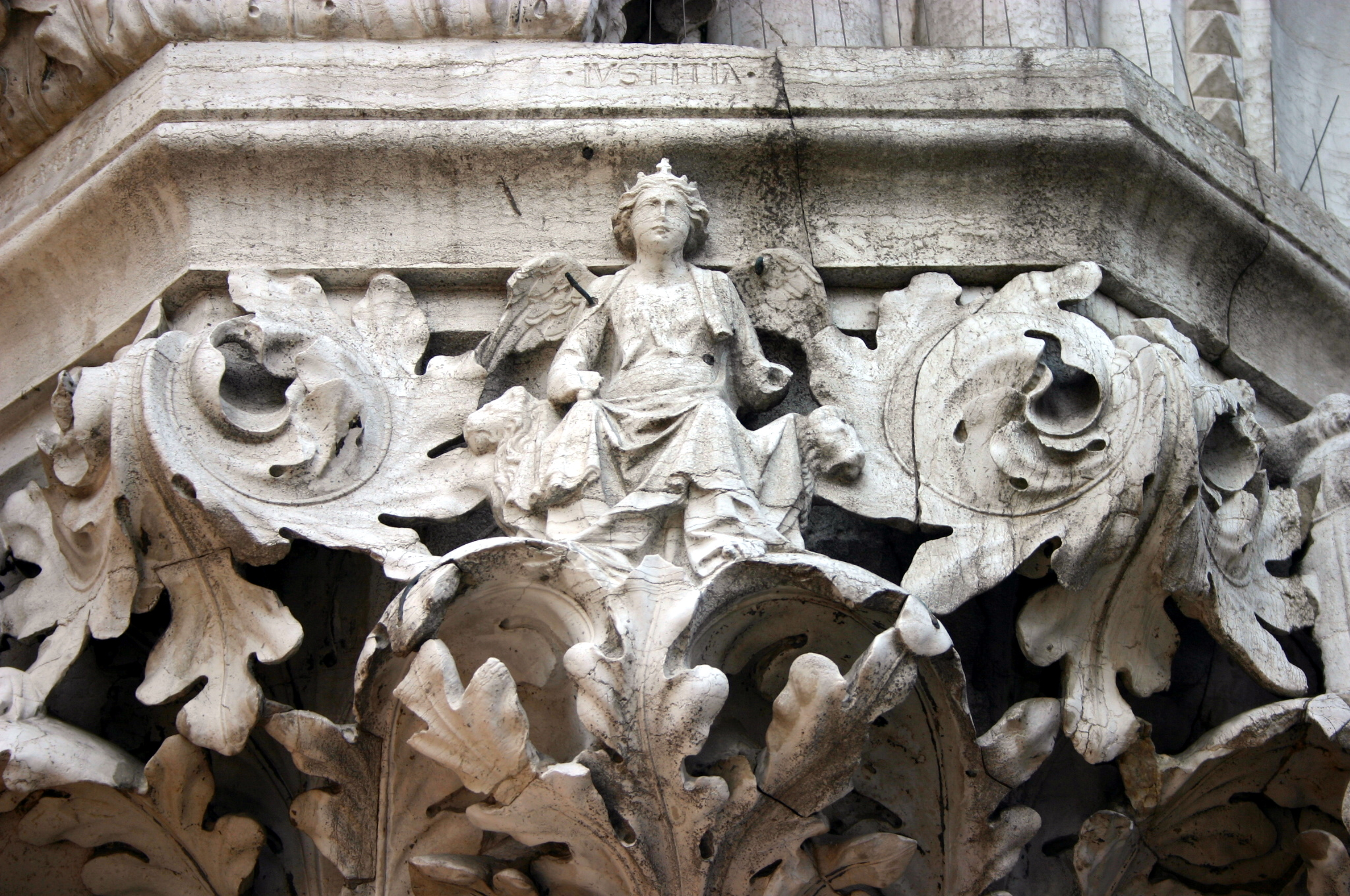
Колонна 36. Капитель «Юстиция». Дворец дожей, Венеция
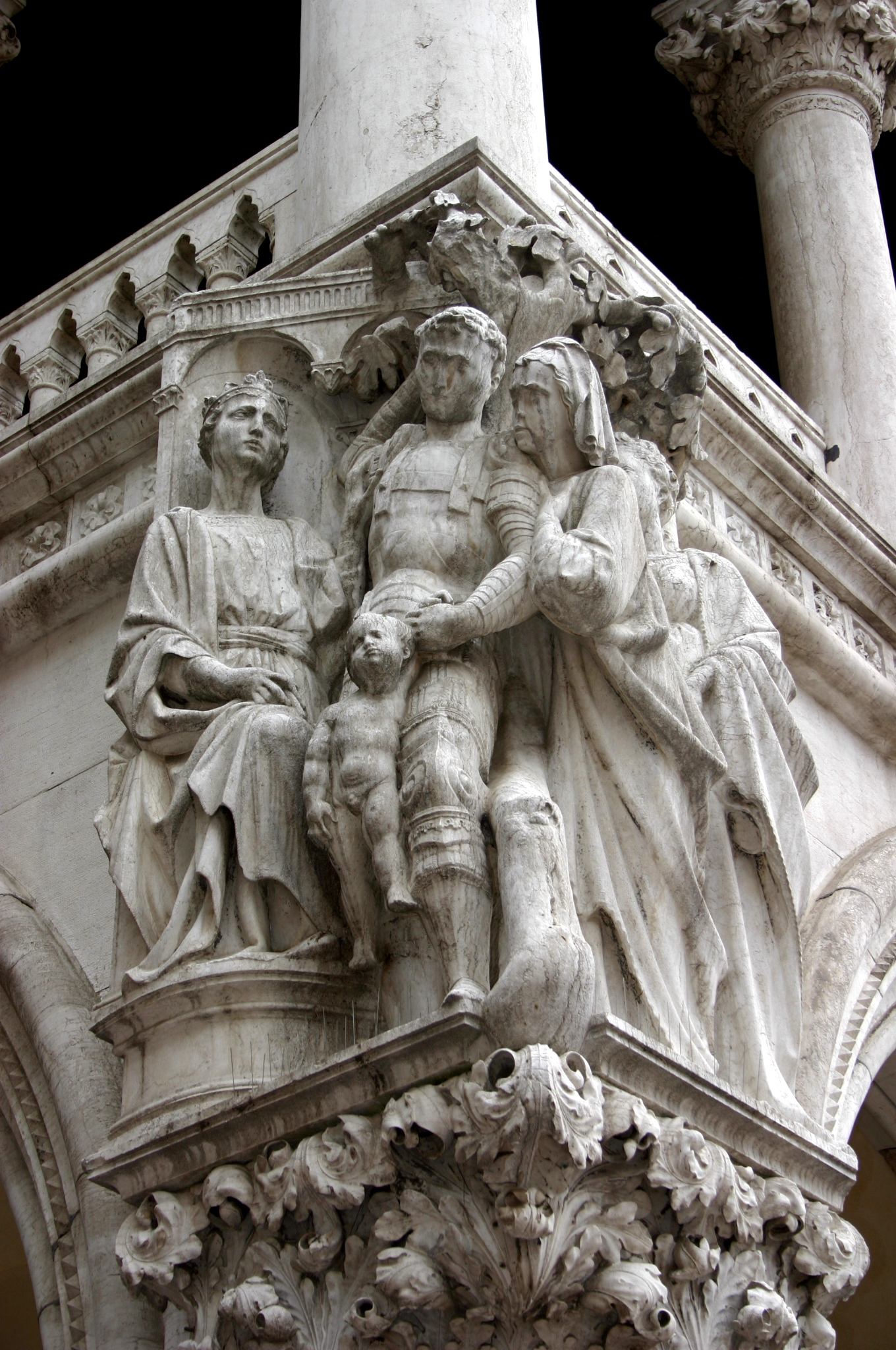
Суд Соломона. Скульптурная группа северо-западного угла Дворца дожей. 1410—1415
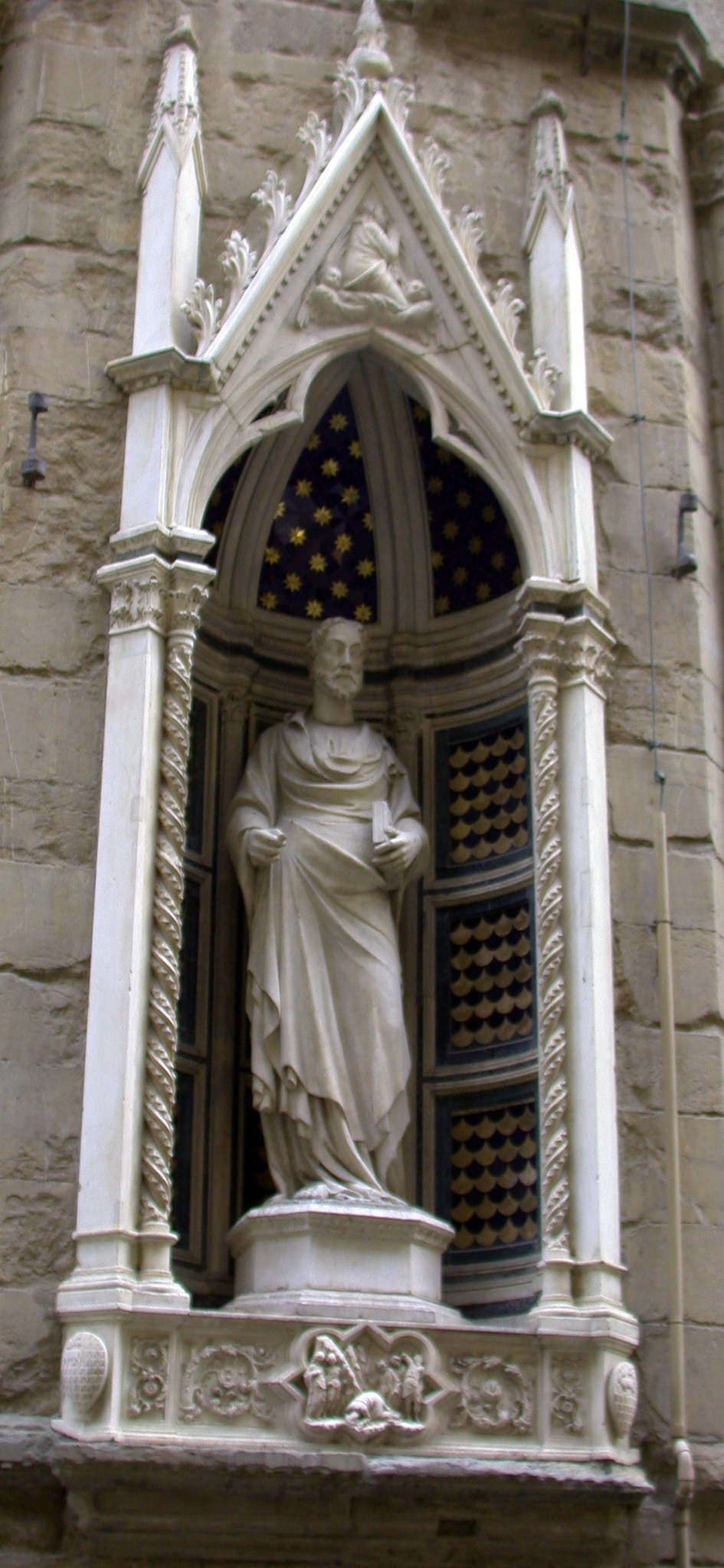
Святой Иаков. Ок. 1415. Статуя фасада церкви Орсанмикеле, Флоренция
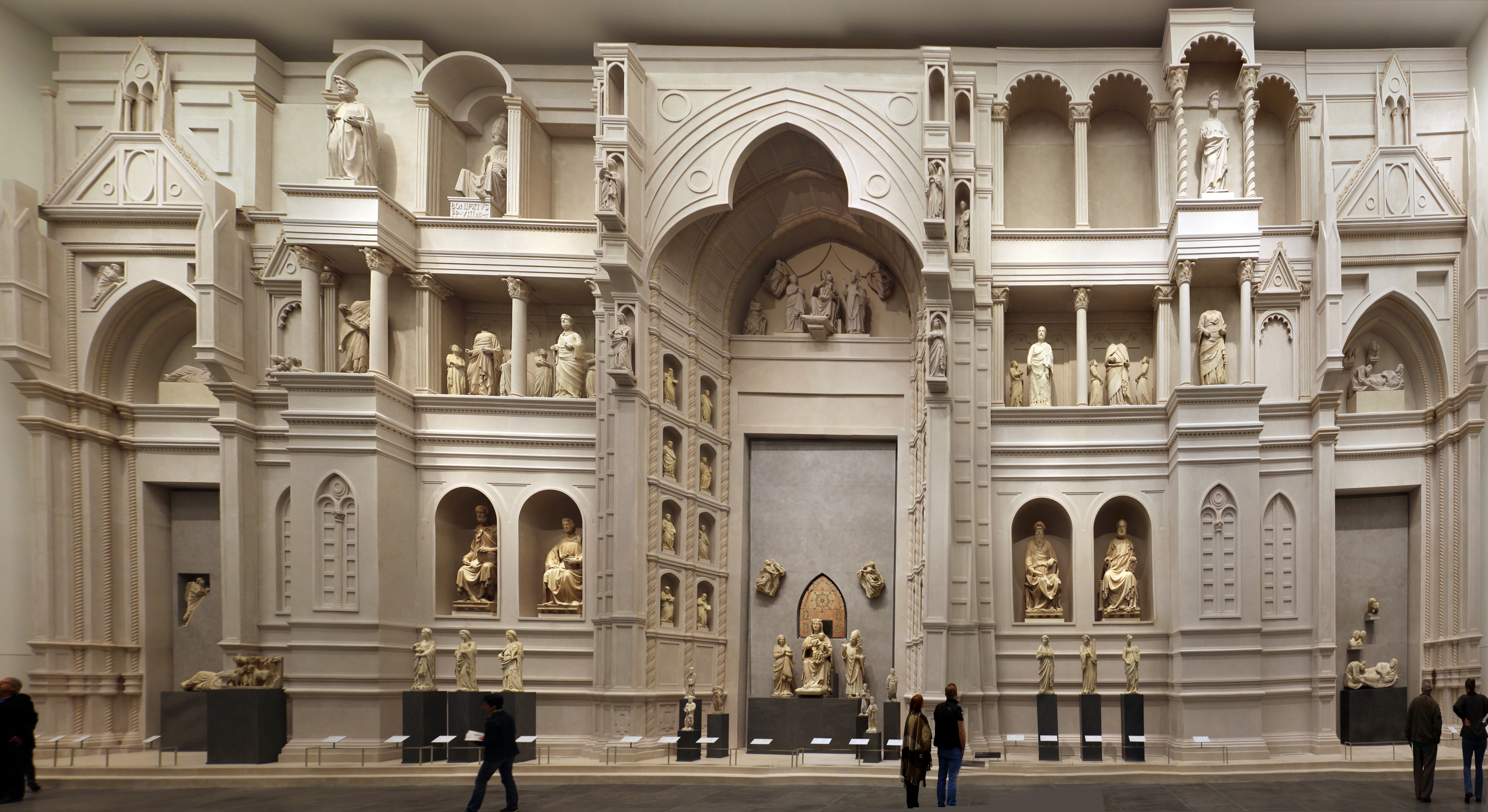
Макет первого фасада собора Санта-Мария-дель-Фьоре со статуями работы флорентийских скульпторов. Музей произведений искусства собора, Флоренция
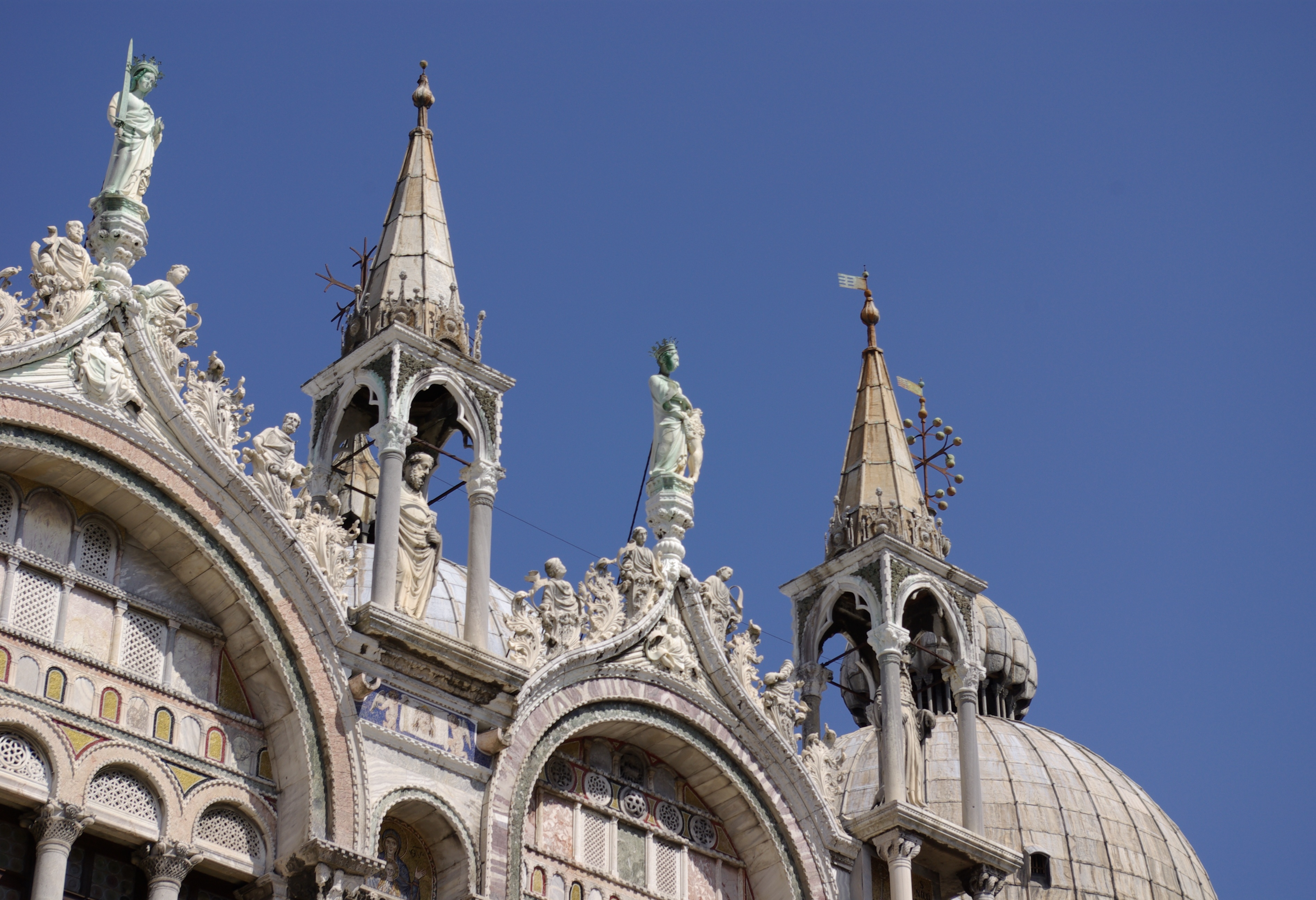
Скульптуры верхнего яруса собора Сан-Марко в Венеции